# توالاتين
توالاتين، أوريغون، هي مدينة في ولاية أوريغون الأمريكية

## التركيبة السكانية
حدّد مكتب تعداد الولايات المتحدة بيانات التركيبة السكانية لتوالاتين في تعداد الولايات المتحدة. في ما يلي، التركيبة السكانية حسب تعدادي 2000 و2010.

### تعداد عام 2000
بلغ عدد سكان توالاتين 22,791 نسمة بحسب تعداد عام 2000، وبلغ عدد الأسر 8,651 أسرة وعدد العائلات 5,809 عائلة مقيمة في المدينة. في حين سجلت الكثافة السكانية 1,075 نسمة لكل كيلومتر مربع (2,784.2/ميل2). وبلغ عدد الوحدات السكنية 9,218 وحدة بمتوسط كثافة قدره 434.8 لكل كيلومتر مربع (1,126.1/ميل2).
وتوزع التركيب العرقي للمدينة بنسبة 86.89% من البيض و0.79% من الأمريكيين الأفارقة و0.69% من الأمريكيين الأصليين و3.62% من الأمريكيين ذوي الأصول الآسيوية و0.37% من سكان جزر المحيط الهادئ و4.84% من الأعراق الأخرى و2.81% من عرقين مختلطين أو أكثر و11.85% من الهسبانيون أو اللاتينيون من أي عرق.
بلغ عدد الأسر 8,651 أسرة كانت نسبة 41% منها لديها أطفال تحت سن الثامنة عشر تعيش معهم، وبلغت نسبة الأزواج القاطنين مع بعضهم البعض 54.1% من أصل المجموع الكلي للأسر، ونسبة 9.3% من الأسر كان لديها معيلات من الإناث دون وجود شريك، بينما كانت نسبة 3.8% من الأسر لديها معيلون من الذكور دون وجود شريكة وكانت نسبة 32.9% من غير العائلات. تألفت نسبة 24.5% من أصل جميع الأسر من عدة أفراد يعيشون في نفس المنزل ونسبة 4.6% كانت تتألف من شخص يعيش بمفرده يبلغ من العمر 65 عاماً أو أكثر. وبلغ متوسط حجم الأسرة المعيشية 2.62، أما متوسط حجم العائلات فبلغ 3.17.
بلغ العمر الوسطي للسكان 31.9 عاماً. وكانت نسبة 28.2% من القاطنين تحت سن الثامنة عشر، وكانت نسبة 9.4% بين الثامنة عشر والرابعة والعشرين عاماً، ونسبة 35.5% كانت واقعةً في الفئة العمرية ما بين الخامسة والعشرين والرابعة والأربعين عاماً، ونسبة 20.9% كانت ما بين الخامسة والأربعين والرابعة والستين، ونسبة 5.4% كانت ضمن فئة الخامسة والستين عاماً فما فوق. يوجد لكل 100 أنثى 99.6 ذكر، ويوجد لكل 100 أنثى في الثامنة عشر من عمرها فما فوق 97.4 ذكر.
بلغ متوسط دخل الأسرة في المدينة 81,621 دولارًا، أما متوسط دخل العائلة فبلغ 111,022 دولارًا. وكان متوسط دخل الذكور 93,035 دولارًا مقابل 41,157 دولارًا للإناث. وسجل دخل الفرد الخاص بالمدينة 37,954 دولارًا. وكانت نسبة 0% من العائلات ونسبة 1.3% من السكان تحت خط الفقر، وكان من هؤلاء نسبة 0% تحت سن الثامنة عشر ونسبة 4.7% في الخامسة والستين من العمر وما فوق.

### تعداد عام 2010
بلغ عدد سكان توالاتين 26,054 نسمة بحسب تعداد عام 2010، وبلغ عدد الأسر 10,000 أسرة وعدد العائلات 6,762 عائلة مقيمة في المدينة. في حين سجلت الكثافة السكانية 1,229 نسمة لكل كيلومتر مربع (3,183.1/ميل2). وبلغ عدد الوحدات السكنية 10,528 وحدة بمتوسط كثافة قدره 496.6 لكل كيلومتر مربع (1,286.2/ميل2).
وتوزع التركيب العرقي للمدينة بنسبة 80.41% من البيض و1.25% من الأمريكيين الأفارقة و0.72% من الأمريكيين الأصليين و3.51% من الأمريكيين ذوي الأصول الآسيوية و0.96% من سكان جزر المحيط الهادئ و8.94% من الأعراق الأخرى و4.21% من عرقين مختلطين أو أكثر و17.26% من الهسبانيون أو اللاتينيون من أي عرق.
بلغ عدد الأسر 10,000 أسرة كانت نسبة 37.5% منها لديها أطفال تحت سن الثامنة عشر تعيش معهم، وبلغت نسبة الأزواج القاطنين مع بعضهم البعض 51.6% من أصل المجموع الكلي للأسر، ونسبة 11.4% من الأسر كان لديها معيلات من الإناث دون وجود شريك، بينما كانت نسبة 4.6% من الأسر لديها معيلون من الذكور دون وجود شريكة وكانت نسبة 32.4% من غير العائلات. تألفت نسبة 24.6% من أصل جميع الأسر من عدة أفراد يعيشون في نفس المنزل ونسبة 5.2% كانت تتألف من شخص يعيش بمفرده يبلغ من العمر 65 عاماً أو أكثر. وبلغ متوسط حجم الأسرة المعيشية 2.60، أما متوسط حجم العائلات فبلغ 3.12.
بلغ العمر الوسطي للسكان 34.6 عاماً. وكانت نسبة 26.9% من القاطنين تحت سن الثامنة عشر، وكانت نسبة 8.4% بين الثامنة عشر والرابعة والعشرين عاماً، ونسبة 31% كانت واقعةً في الفئة العمرية ما بين الخامسة والعشرين والرابعة والأربعين عاماً، ونسبة 26.7% كانت ما بين الخامسة والأربعين والرابعة والستين، ونسبة 7% كانت ضمن فئة الخامسة والستين عاماً فما فوق. وتوزع التركيب الجنسي للسكان بنسبة 49.1% ذكور و50.9% إناث.

## أعلام
- تايلور هارت
- جوردن تشايلز